# حسين كامل (سلطان)
السلطان حسين كامل (21 نوفمبر 1853 - 9 أكتوبر 1917)، سلطان مصر من 19 ديسمبر 1914 وحتى 9 أكتوبر 1917، وذلك خلال الاحتلال البريطاني.

## عن حياته
هو حسين كامل ابن الخديوي إسماعيل. نصب سلطانًا على مصر بعدما عزل الإنجليز ابن أخيه الخديوي عباس حلمي الثاني وأعلنوا مصر محمية بريطانية في عام 1914 وذلك في بداية الحرب العالمية الأولى. وكانت تلك الخطوة قد أنهت السيادة الإسمية للعثمانيين على مصر، ويلاحظ أن لقب «سلطان» هو نفس اللقب لرأس الدولة العثمانية.
وقبل توليه السلطة في مصر سبق له أن تولّى نظارة الأشغال العمومية، فأنشأ سكة حديد القاهرة - حلوان، ثم نظارة المالية فرئاسة مجلس شورى القوانين.

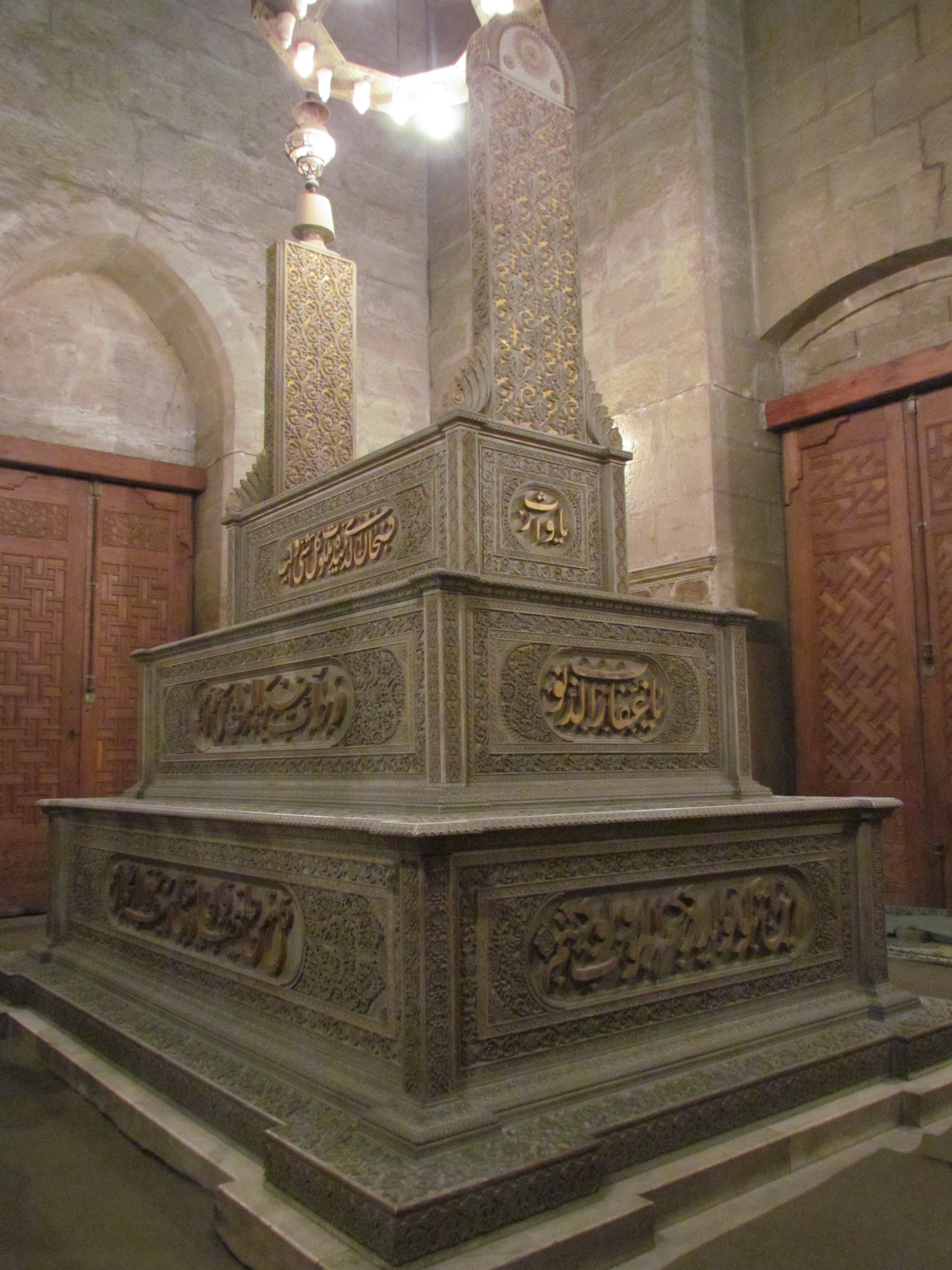
قبر السلطان حسين كامل بمسجد الرفاعي بالقاهرة

## زوجاته وأبناؤه
| الزوجة                                                  | أبنائه منها                          |
| ------------------------------------------------------- | ------------------------------------ |
| الأميرة عين الحياة ابنة أحمد رفعت باشا ابن إبراهيم باشا | كمال الدين، كاظمة، كاملة، وأحمد كاظم |
| السلطانة ملك جشم آفت                                    | قدرية، سميحة، وبديعة                 |